# Rediu (okręg Gałacz)
Rediu – wieś w Rumunii, w okręgu Gałacz, w gminie Rediu. W 2011 roku liczyła 1387 mieszkańców.